# Анналы Красинских
Анналы Красинских (пол. Rocznik Krasińskich) — компиляция, сделанная несколькими почерками XVI века из источника, во многом идентичного Анналам краковского капитула и Каменцким анналам. По мнению А. Белёвского, этим источником были древние не сохранившиеся Анналы краковского капитула, один из списков которых в середине XIII века был преподнесён папе Иннокентию IV. Помимо них, источником анналов стали Вислицкие споминки (Spominki wislickie) (для событий XIV века) и некий агиографический источник, близкий «Мученичеству св. Войцеха». 
Охватывают период с 965 по 1351 год. Описывают события истории Польши с включением отдельных известий, касающихся Германии, Венгрии, Чехии, Литвы, Тевтонского ордена, Руси, Золотой Орды и прочих территорий.

## Издания
- Rocznik Krasińskich / wydał A. Bielowski // Monumenta Poloniae Historica. Tomus 3. Lwów, 1878. S. 127—133[1].

## Переводы на русский язык
- Анналы Красинских в переводе А. С. Досаева на сайте Восточная литература